# Francis (Oklahoma)
Francis – miejscowość w Stanach Zjednoczonych, w stanie Oklahoma, w hrabstwie Ottawa.